# Stürler (Patrizierfamilie)

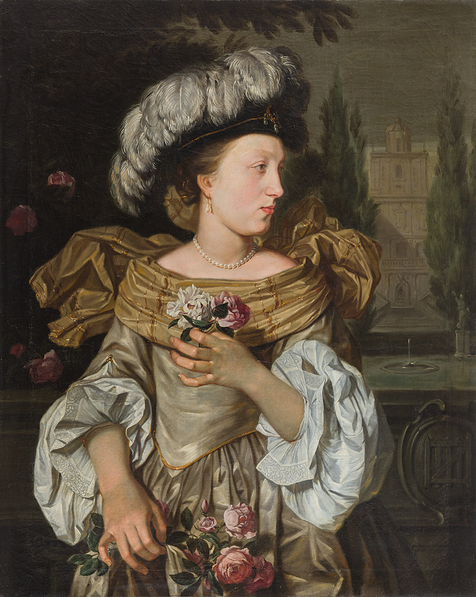
Johanna von Wattenwyl geb. Stürler (1635–?), Porträt von Joseph Werner (1662)

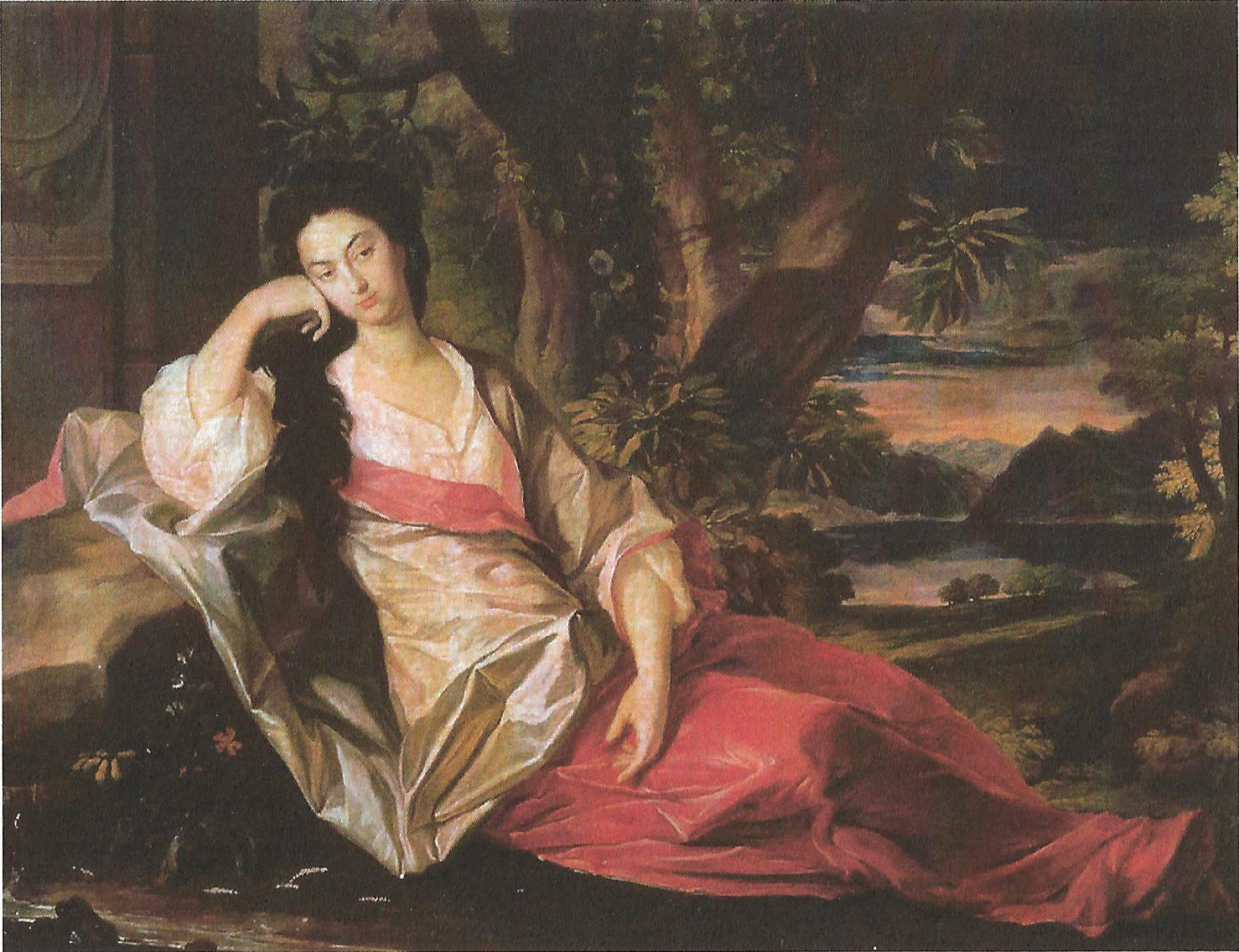
Susanna Margaretha Frisching geb. Stürler de Serraux, Porträt von Johann Rudolf Huber (1705)

Die Familie von Stürler ist eine Berner Patrizierfamilie, welche seit dem 14. Jahrhundert das Burgerrecht der Stadt Bern besitzt und heute der Gesellschaft zu Ober-Gerwern angehört. 

## Geschichte
Mit Hans Stürler, Mitglied des bernischen Grossen Rats, wird 1472 erstmals ein Angehöriger des Geschlechts quellenmässig greifbar. Dessen Sohn Peter Stürler wurde Venner zu Gerwern. Alle lebenden Stürler stammen von Gilgian Stürler und seiner Frau Anna von Mülinen, einer Urenkelin Adrian von Bubenbergs, ab. Das Geschlecht führt seit 1806 das Adelsprädikat von, gestützt auf das Grossrats-Dekret von 1783: „daß allen regimentsfähigen geschlechteren von Bern erlaubt und frey gestelt seyn solle, das beywort ‚von‘ ihrem geschlechtsnamen vorsezen zu können“. Mehrere Stürler liessen sich als Kaufleute in den Niederlanden und als Grossgrundbesitzer auf Java nieder.
Zum Besitz der Familie gehörten zeitweise die Freiherrschaft Belp, die Herrschaften Begnins, Bümpliz, Chardonne VD, Féchy, Rossens, Scheunen, Serraux und Toffen, die Güter Schloss Jegenstorf, Schloss Gümligen, Campagne Oberried sowie das Rebgut Cotterd.

## Personen
Ober-Gerwern
- Abraham Stürler (1566–1624), Landvogt zu Oron, des Kleinen Rats 1595, Landvogt zu Aigle 1597, Venner zu Gerwern 1604, Welschseckelmeister 1611.
- Gilian Stürler (1590–1629), des Grossen Rats, Landvogt zu Bonmont
- Vincenz Stürler (1592–1670), Landvogt zu Moudon 1628, des Kleinen Rats 1636, Venner zu Gerwern 1646, Herr zu Chardonne
- Hans Rudolf Stürler (1597–1665), des Grossen Rats, Freiherr zu Belp, Herr zu Rossens
- Johannes Stürler (1600–1676), Offizier in französischen Diensten, des Grossen Rats, Landvogt zu Chillon 1642, Herr zu Serraux
- Franz Ludwig Stürler (1622–1674), des Grossen Rats, Landvogt zu Avenches 1660.
- Beat Ludwig Stürler (1615–1680), des Grossen Rats, Rathausammann, Landvogt zu Brandis 1652, des Kleinen Rats 1667, Zeugherr 1671.
- Vincenz Stürler (1617–1678), des Grossen Rats, Landvogt zu Morges, Landvogt zu Locarno, des Kleinen Rats, Welschseckelmeister 1677, Gesandter nach Savoyen 1663
- Daniel Stürler (1625–1702), des Grossen Rats, Ohmgeldner 1657, Landvogt zu Bonmont, Landvogt zu Oberhofen, Freiherr zu Belp
- David Stürler (1637–1677), Herr zu Féchy
- Daniel Stürler (1674–1746), Architekt, Mitglied des Grossen Rats, Landvogt zu Lenzburg
- Vinzenz Stürler (1662–1734), Brigadier in Holland
- Karl Anton Stürler (1687–1764), Generalmajor in Holland
- Peter David Stürler (1700–1744), Kapitänleutnant in Holland
- Albrecht Stürler (1705–1745), Architekt
- Carl Ludwig Stürler (1719–1795), Offizier in französischen Diensten, Gubernator zu Payerne, Schultheiss zu Murten, Herr zu Serraux
- Johann Rudolf Stürler (1722–1784), Offizier und Magistrat
- Anton Ludwig Stürler (1725–1797), Offizier und Magistrat, Herr zu Scheunen
- Rudolf Gabriel von Stürler (1767–1832), Politiker und Gutsbesitzer
- Johann Rudolf von Stürler (1771–1861), Politiker
- Ludwig Niklaus von Stürler (1784–1825), Offizier in Russland
- Alexander Karl Stürler (1825–1901), Generalleutnant in russischen Diensten zu Petersburg, Adjutant des Zaren von Russland
- Adolf von Stürler (1802–1881), Maler
- Moritz von Stürler (1807–1882), bernischer Staatsschreiber und Staatsarchivar
- Guido von Stürler (* 1956), Künstler
- Manuel von Stürler (* 1968), Filmemacher

Zweig Affen †
- Ludwig Samuel Stürler (1768–1840), Architekt
- Gabriel Ludwig von Stürler, Architekt
- Johann Adolf Ludwig von Stürler (1852–1920), Maschineningenieur, Ingenieur am Panamakanal, Direktor der eidgenössischen Waffenfabrik in Thun
- Hélène Adèle Cécile von Stürler (1873–1908), Feministin und Bohème
- Arthur von Stürler (1874–1934), Kaufmann, Besitzer Schloss Jegenstorf
- Albrecht Ludwig Rudolf von Stürler (1888–1964), Ingenieur, Obmann der Reismusketen-Schützengesellschaft

Holland
- Johann Rudolf von Stürler (1723–1881), Offizier in Holland, Begründer der Linien in Holland und auf Java

## Archive
- Familienarchiv von Stürler (altes Archiv) (Burgerbibliothek Bern).
- Familienarchiv von Stürler A (Burgerbibliothek Bern).
- Streubestände in den Archives cantonales vaudoises.

## Bilder

Besitzungen und Familienaltertümer
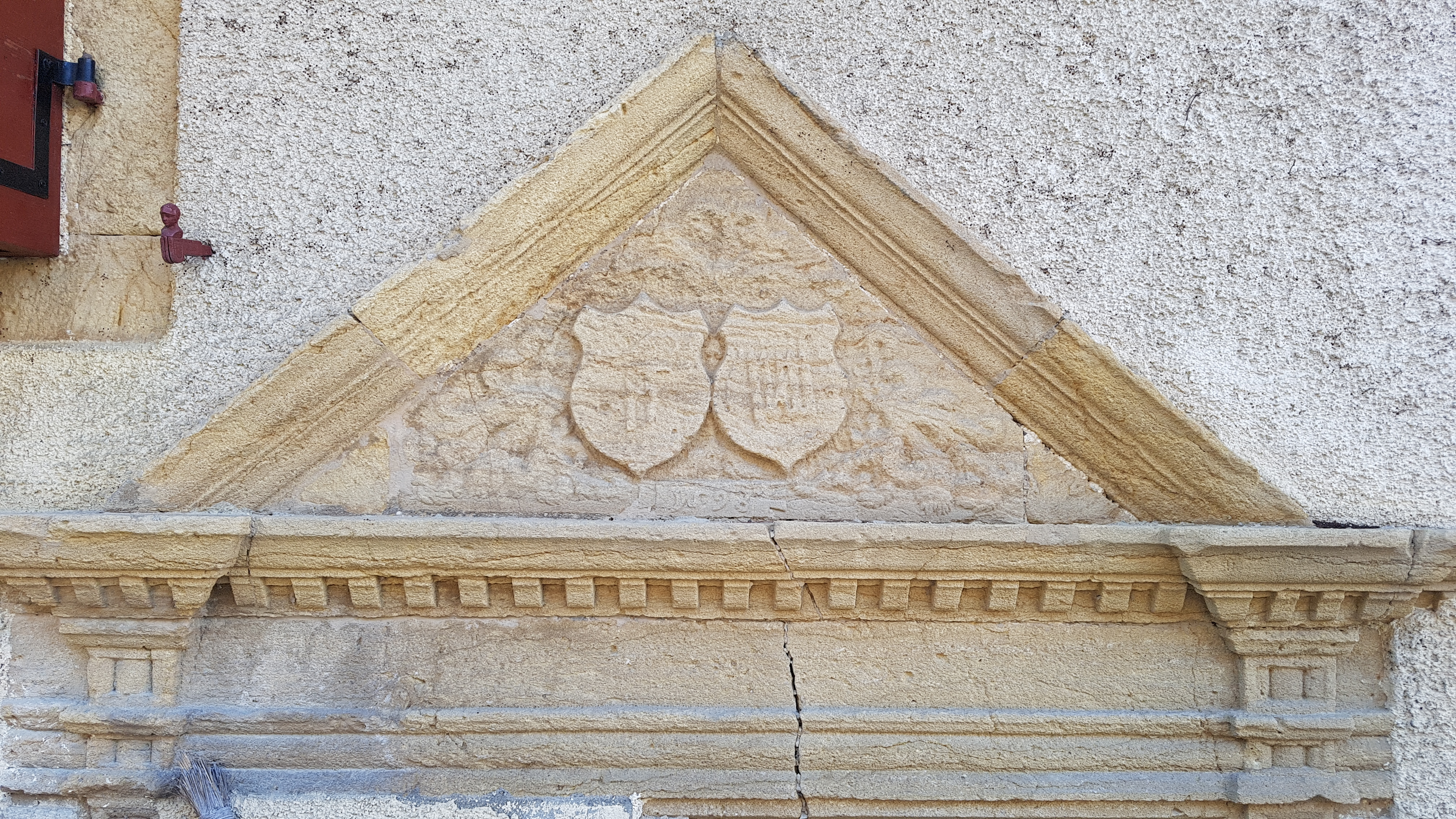
Gampelen, Stürlerhaus, Supraporte mit Allianzwappen Sebastian Darm und Elisabeth Stürler (1598)
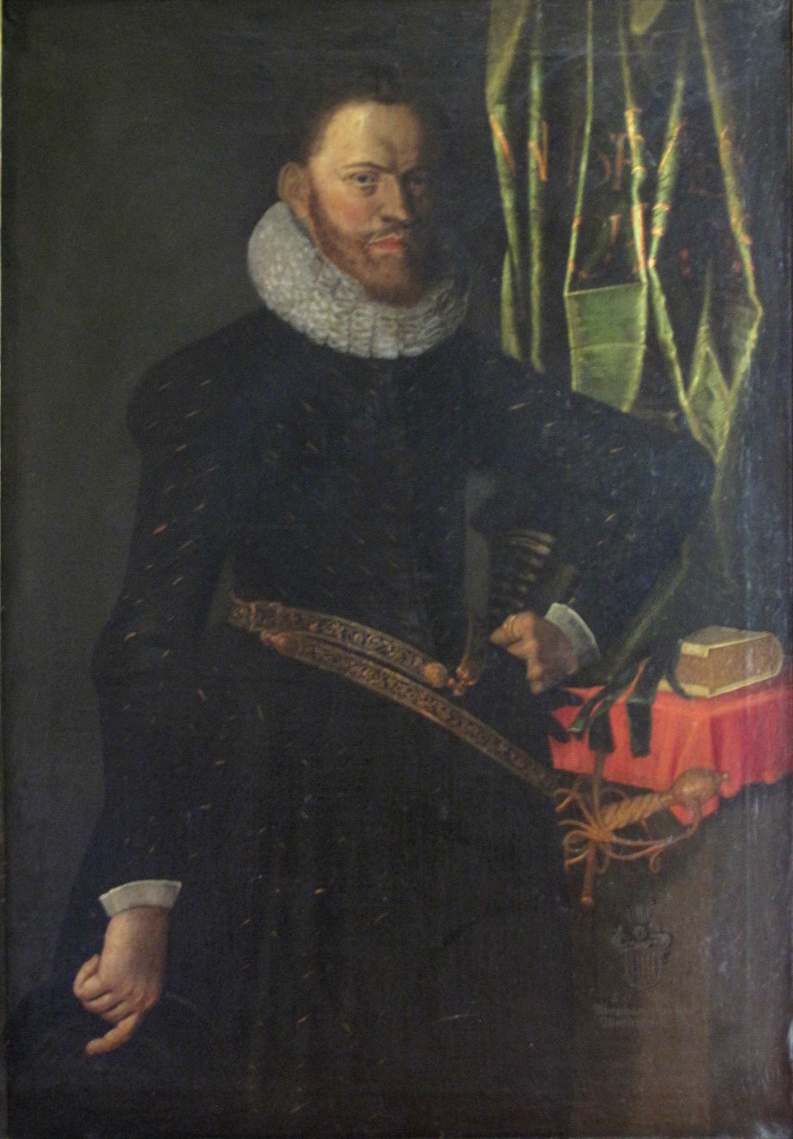
Abraham Stürler, Welschseckelmeister (1610)
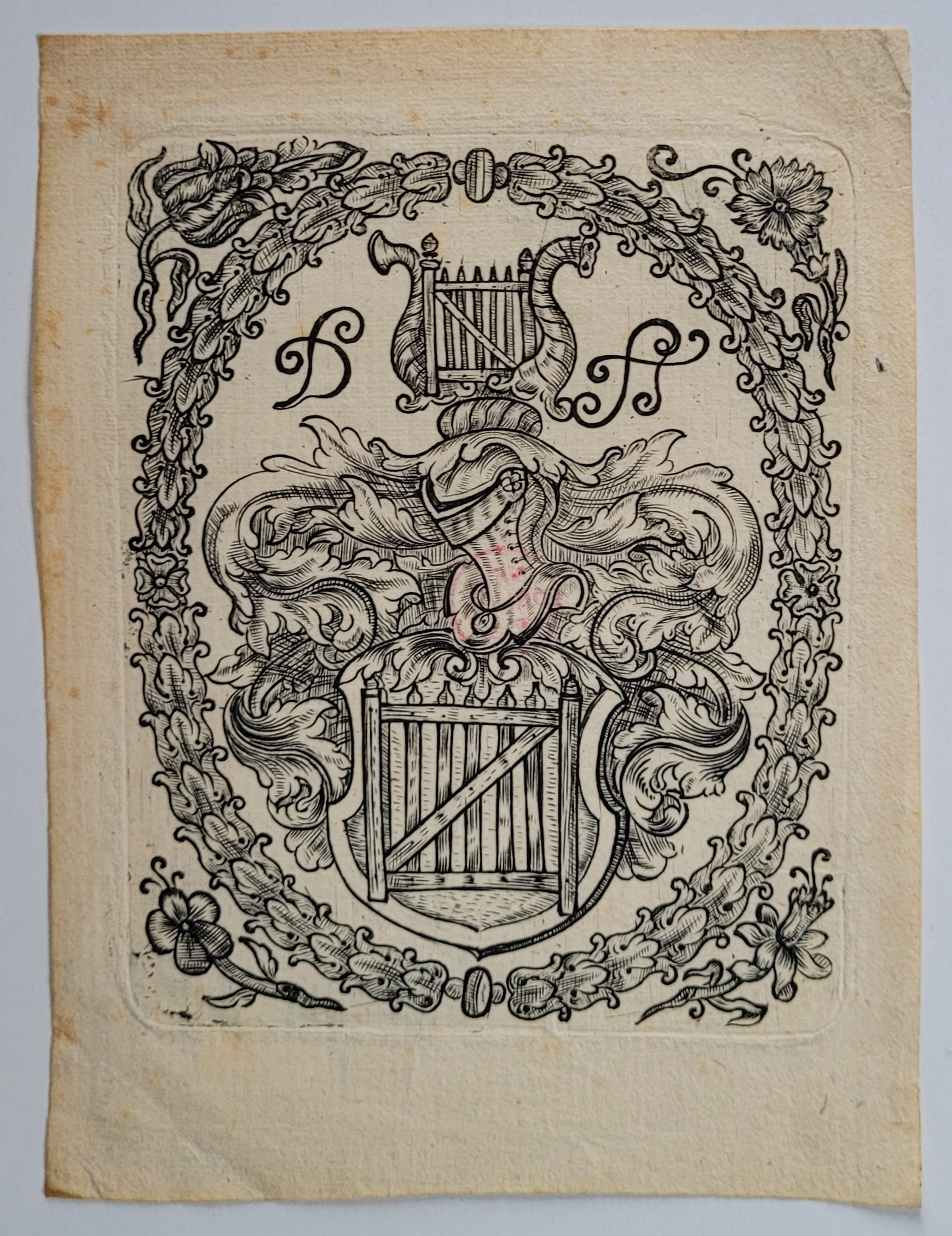
Exlibris D ST[ürler] (um 1650)
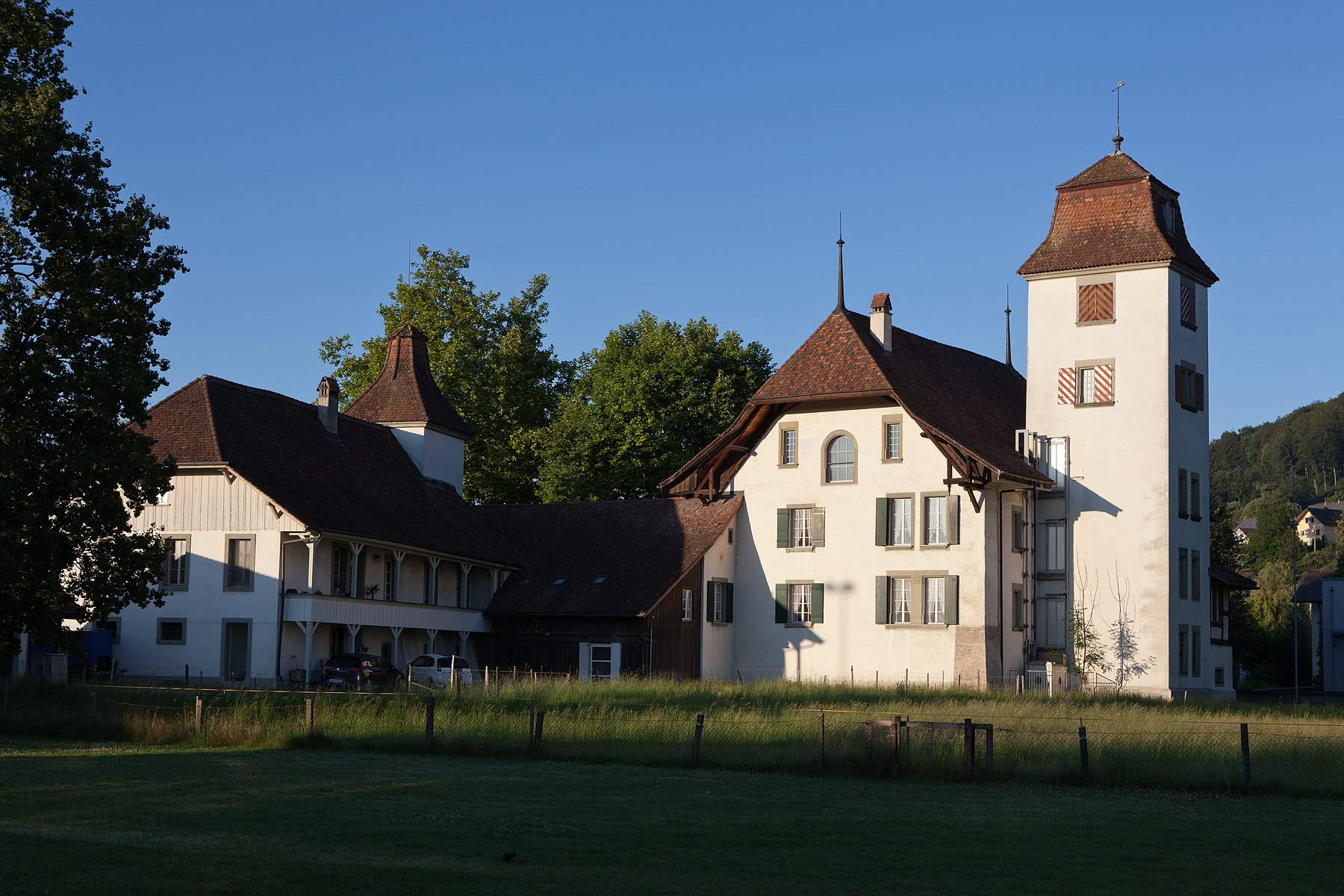
Schloss Belp
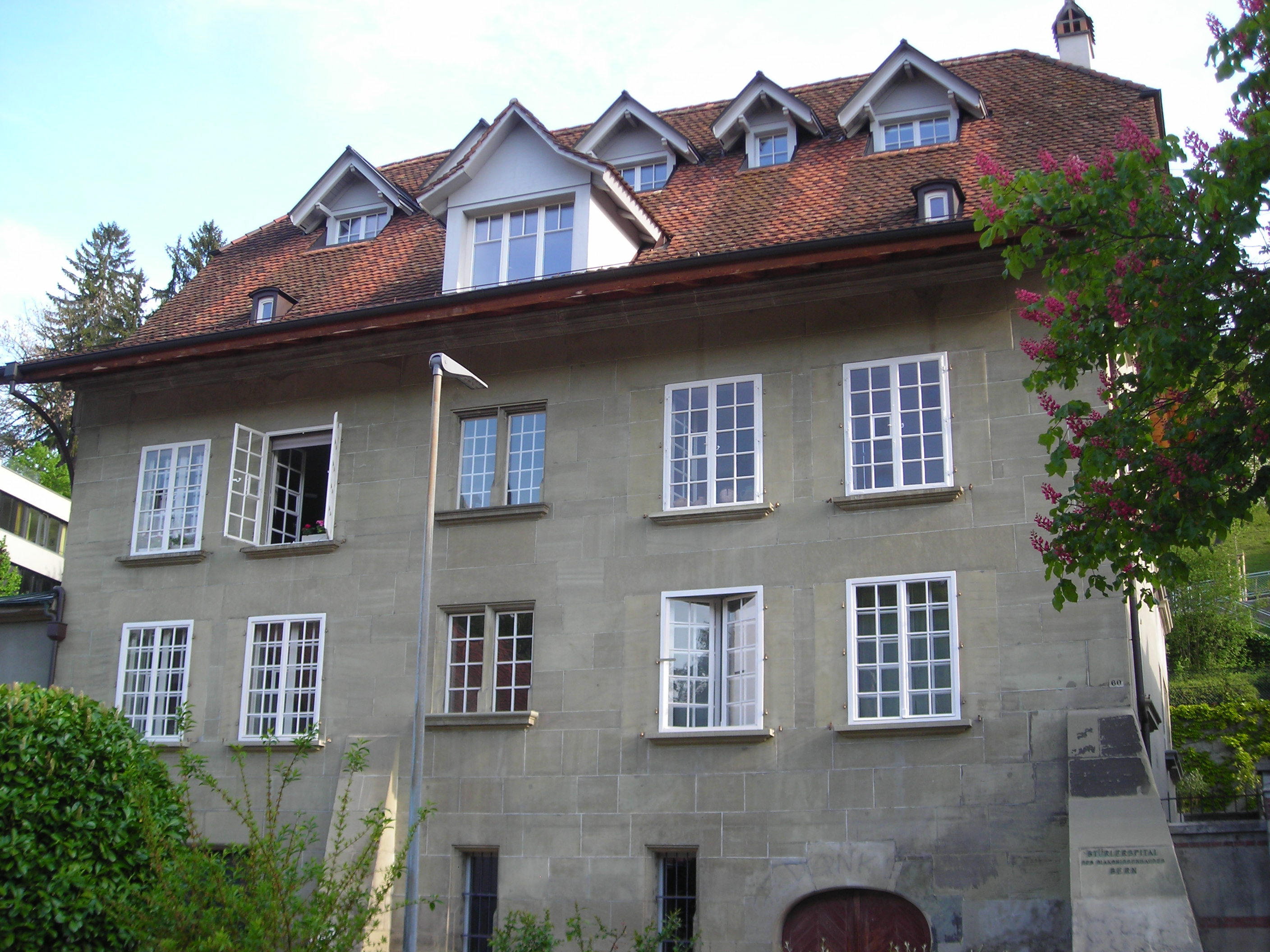
Bern, Stürlerhaus
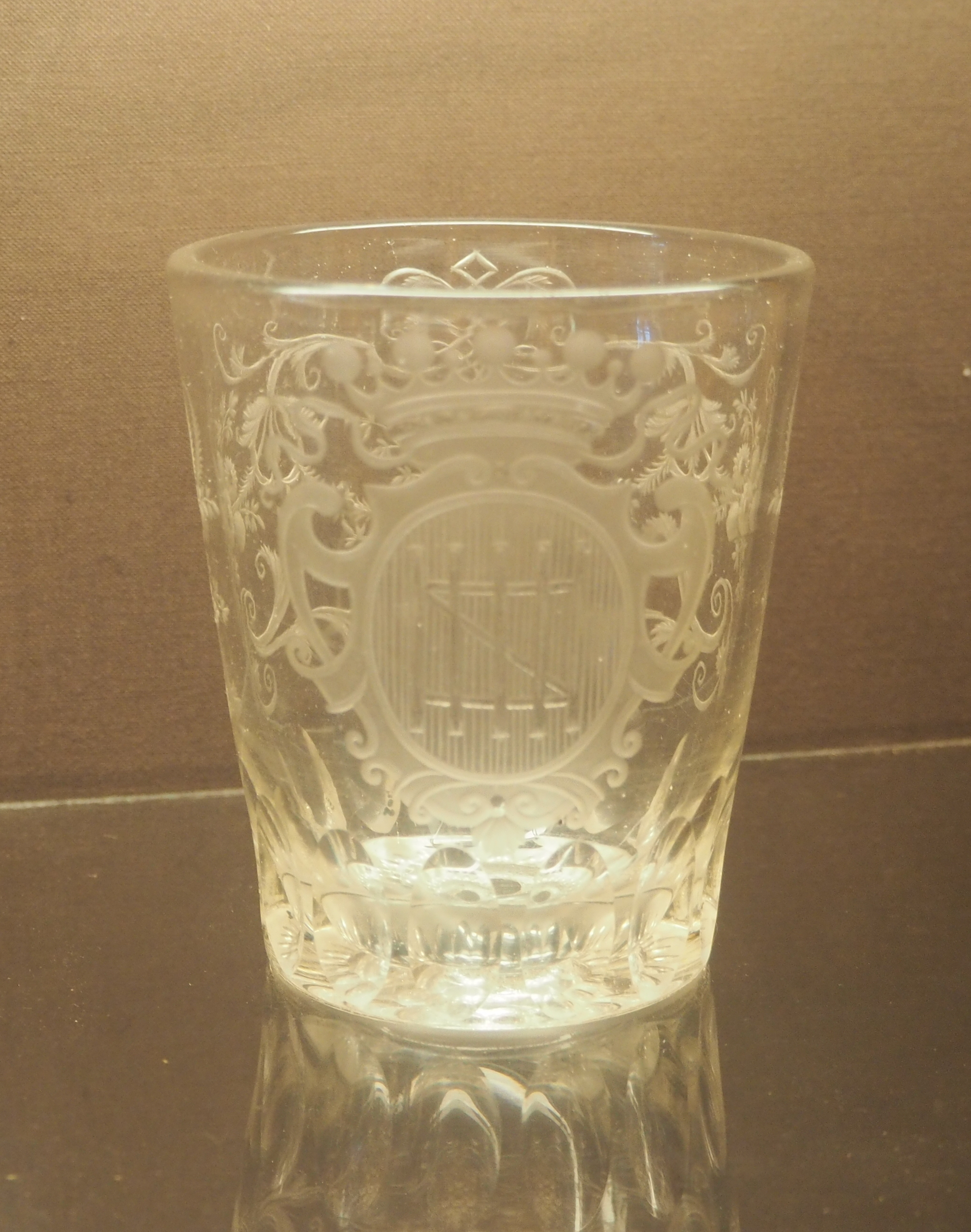
Becherglas mit Wappen Stürler (um 1730)
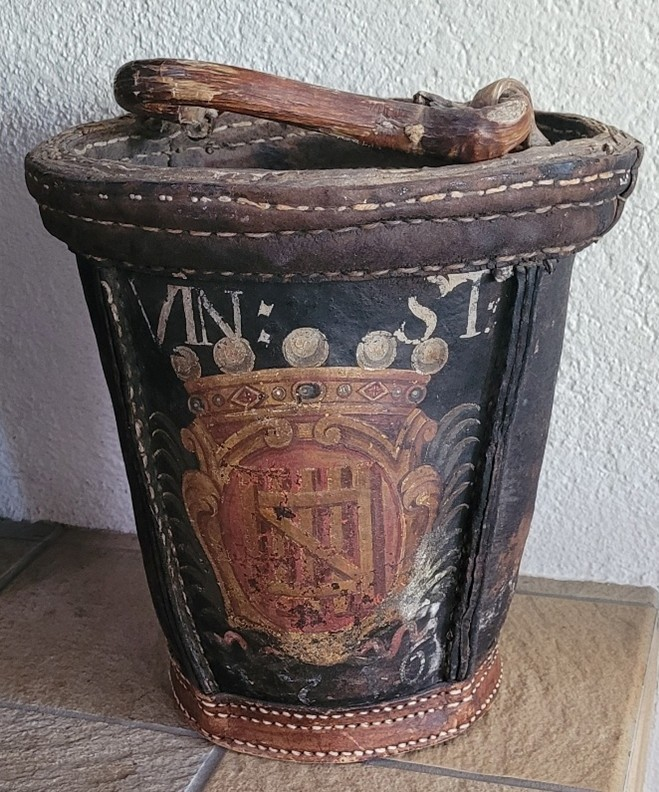
Feuereimer Vincenz Stürler (1736)
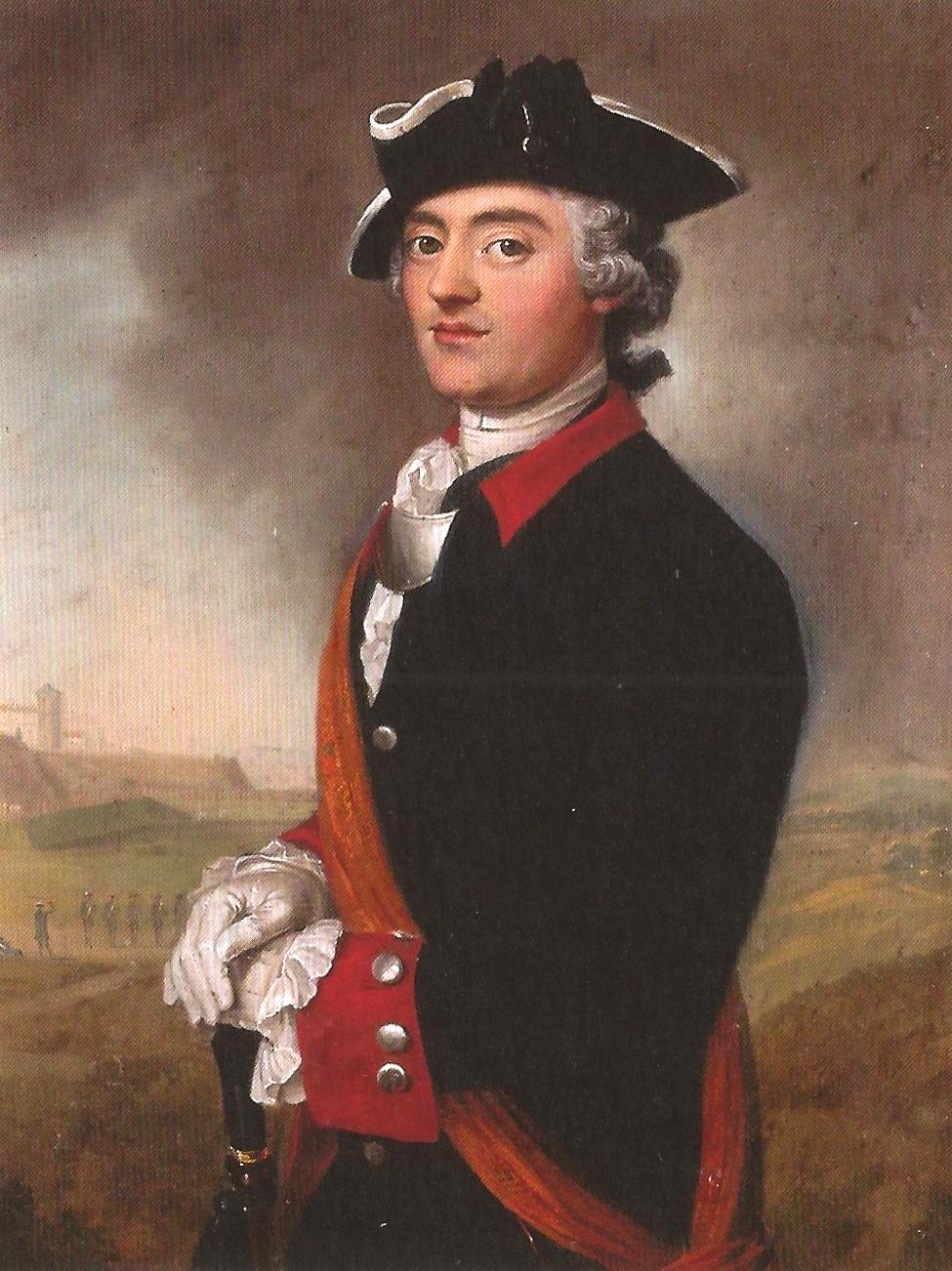
Carl Stürler, Offizier in holländischen Diensten (1764)
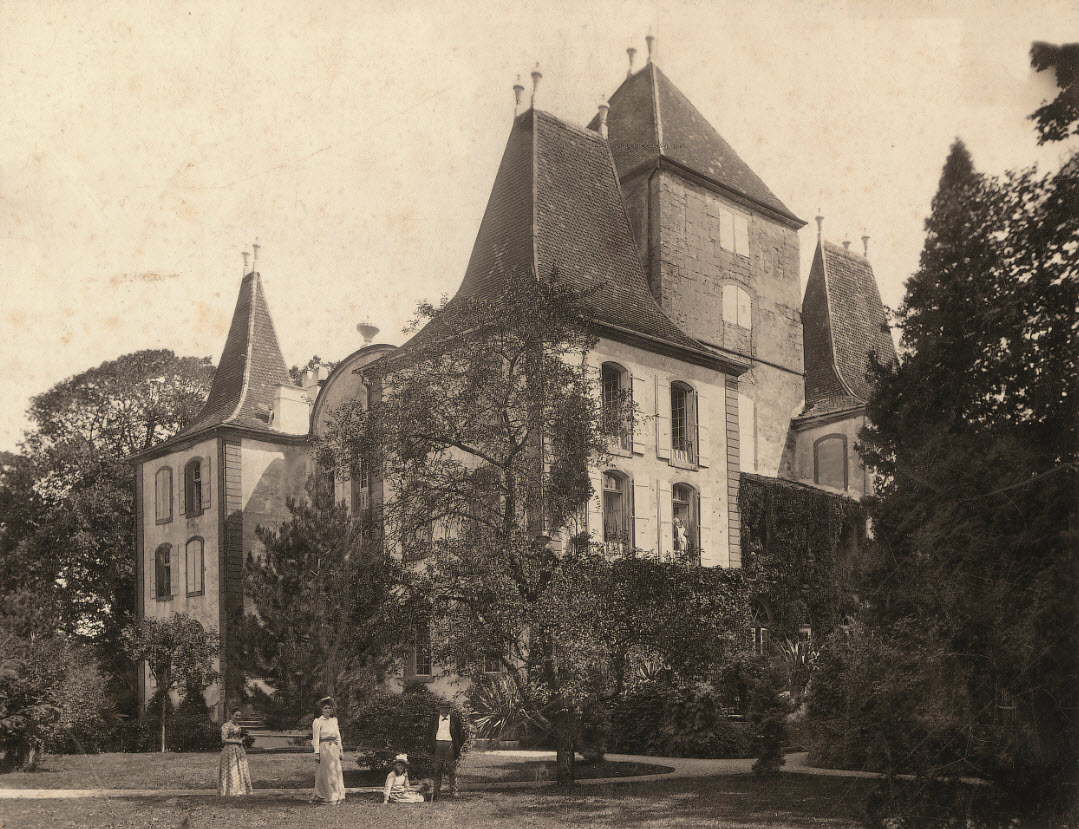
Schloss Jegenstorf, von 1758 bis 1934 im Besitz der Familie von Stürler
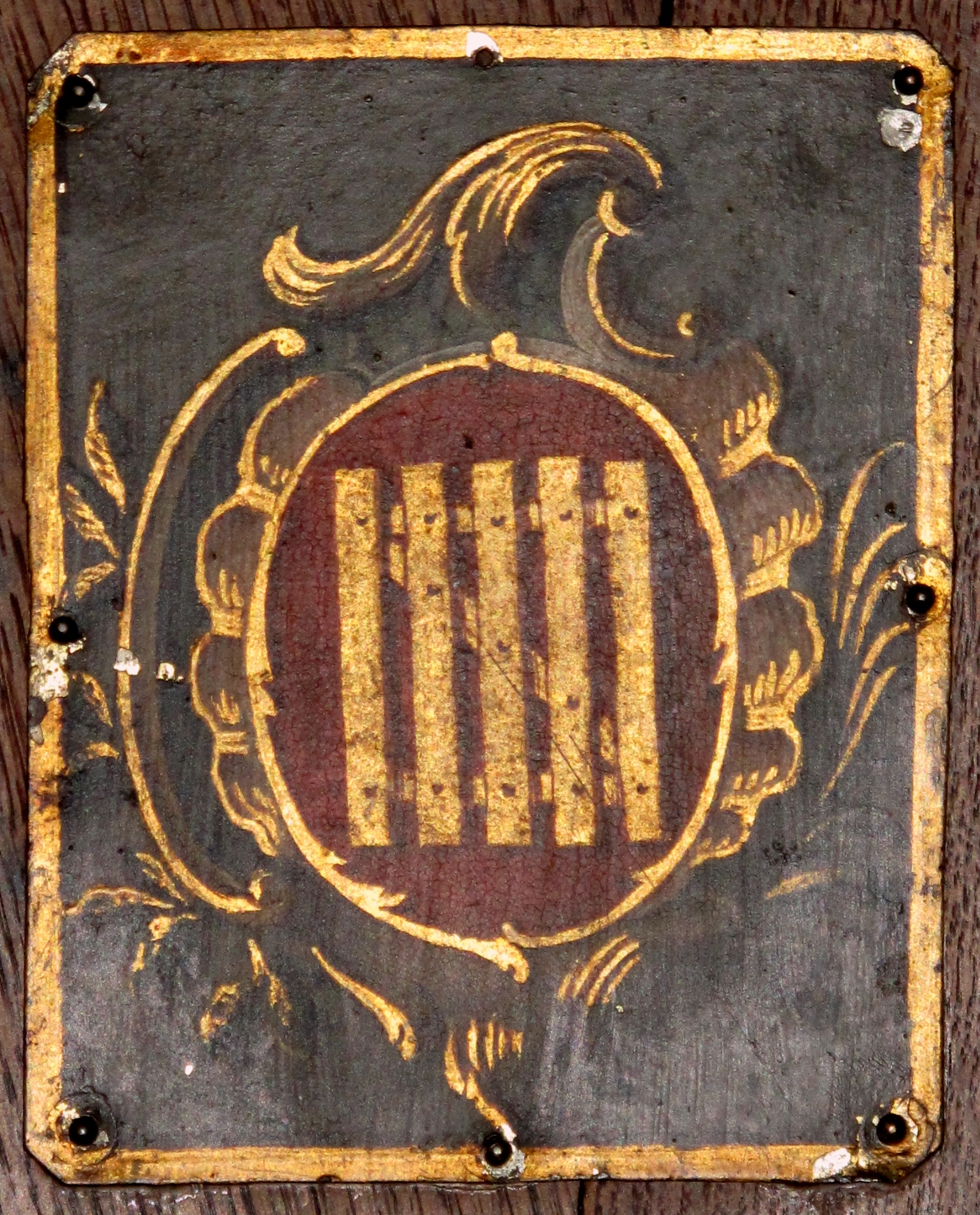
Kirchenortschild von Stürler in der Kirche Jegenstorf (um 1750)
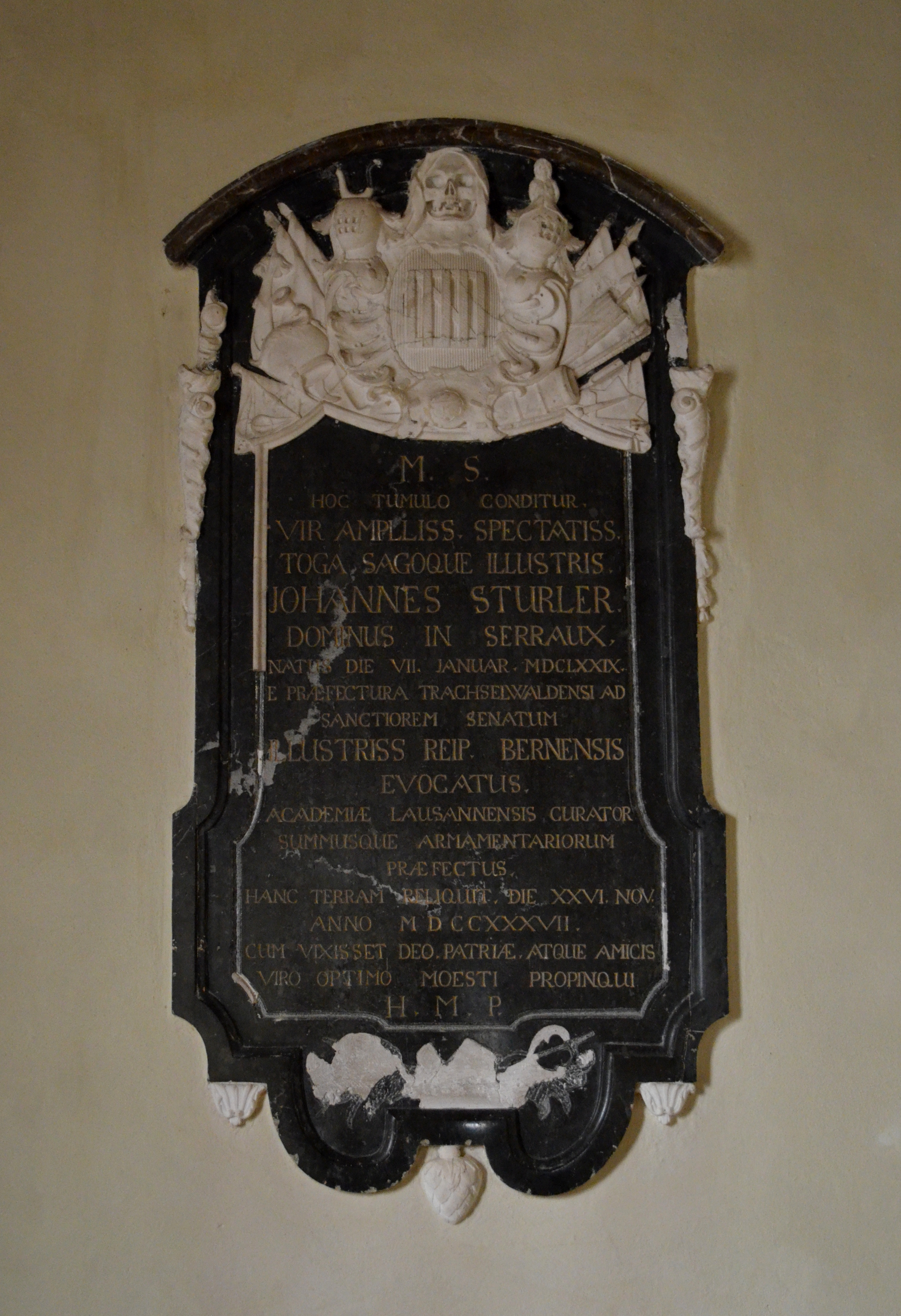
Epitaph für Johannes Stürler in der Kirche Begnins
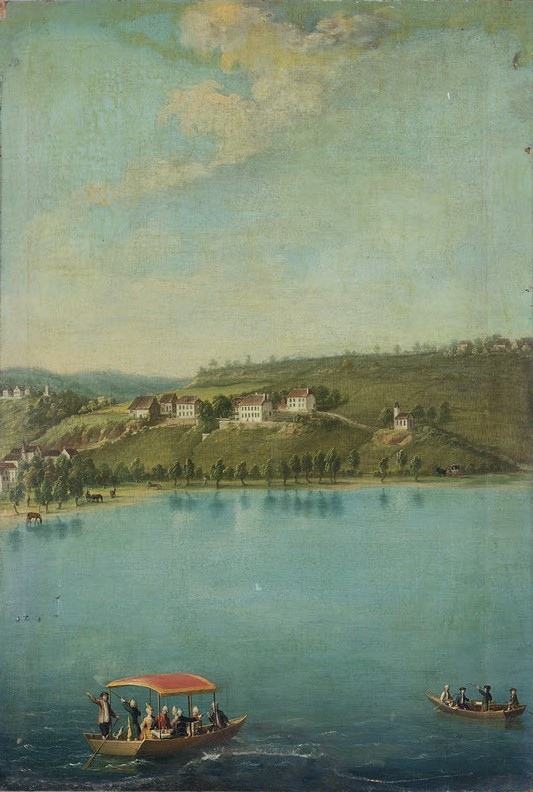
Schloss Cotterd
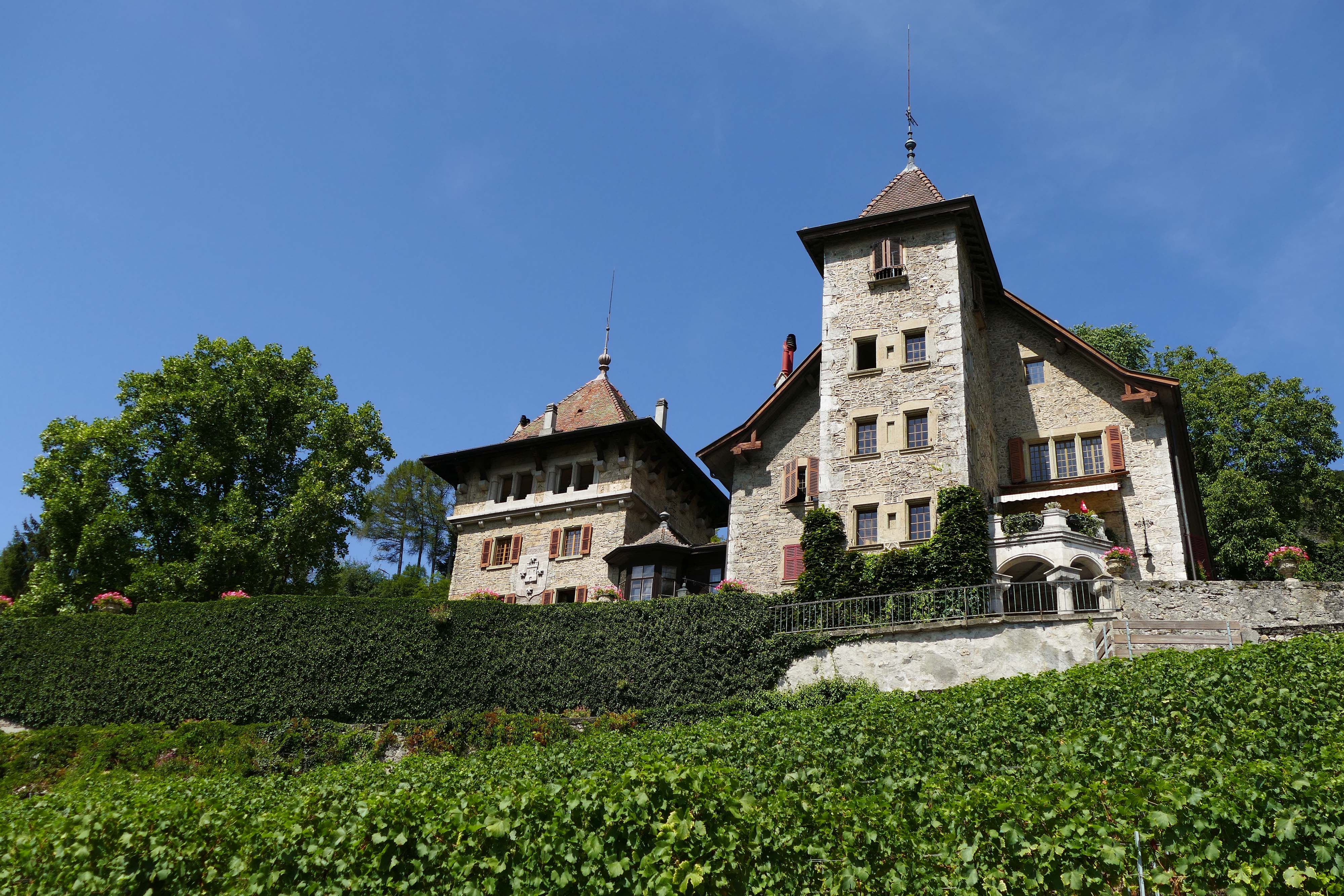
Schloss Chardonne
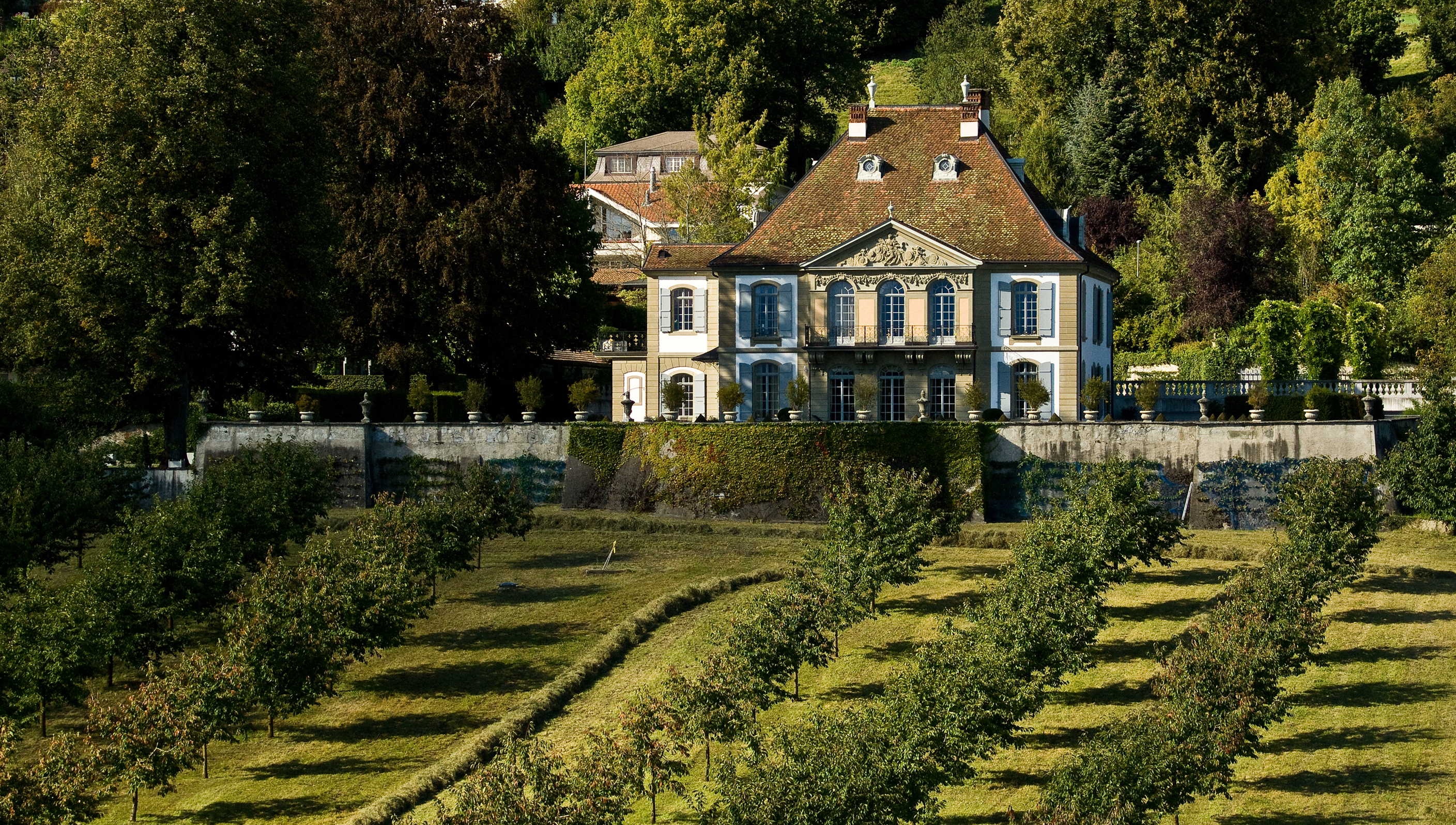
Schloss Gümligen
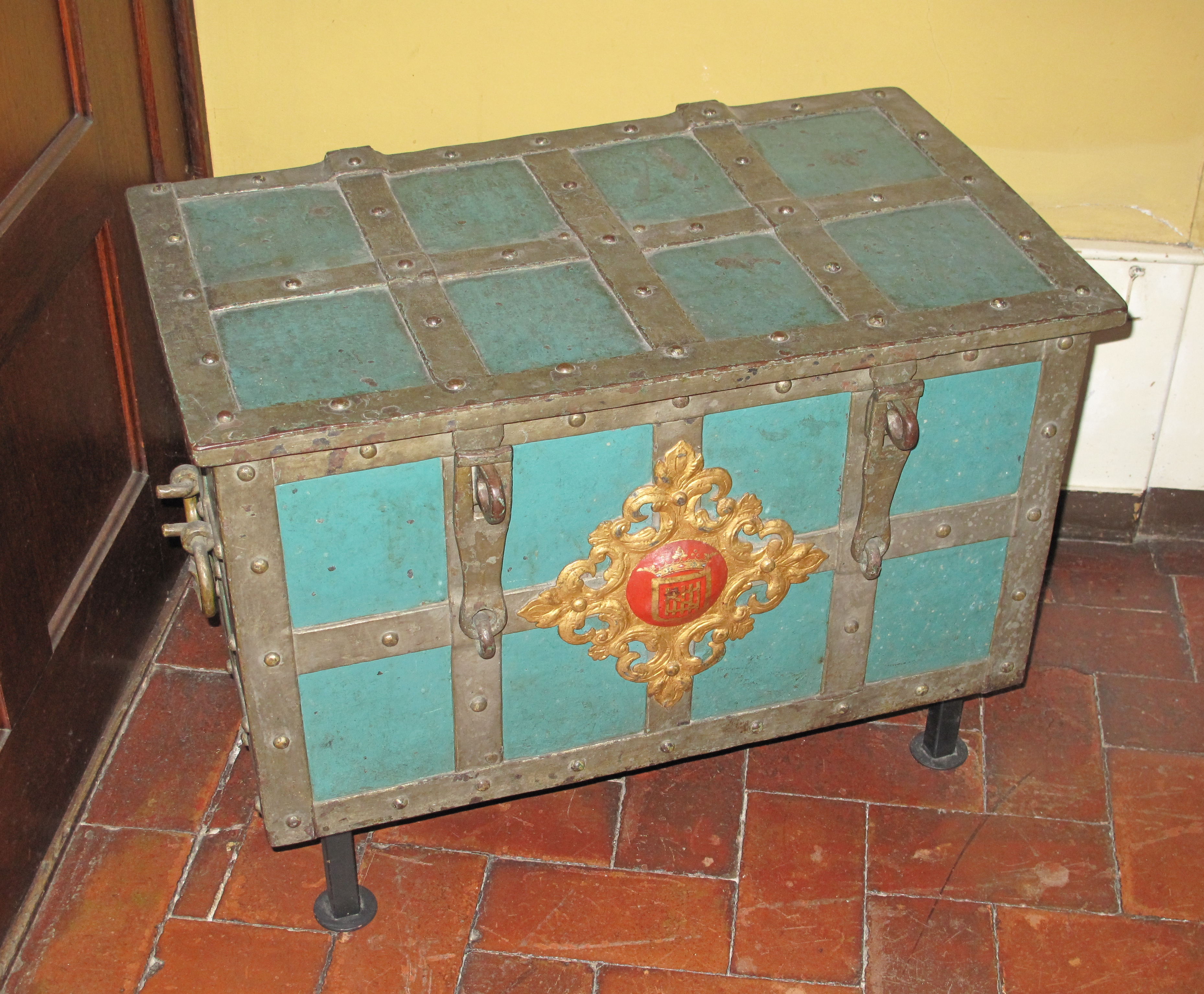
Familienkiste von Stürler
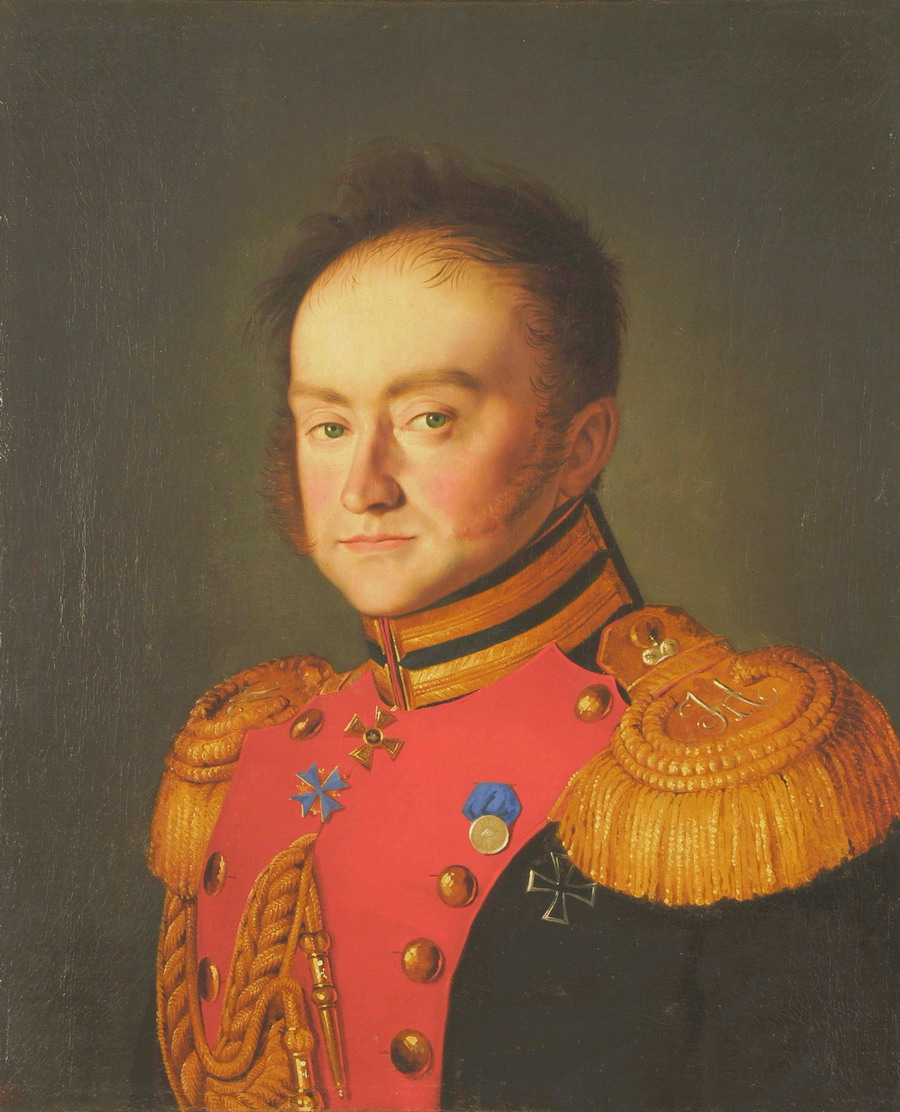
Ludwig Niklaus Stürler, Flügeladjutant des Zaren von Russland
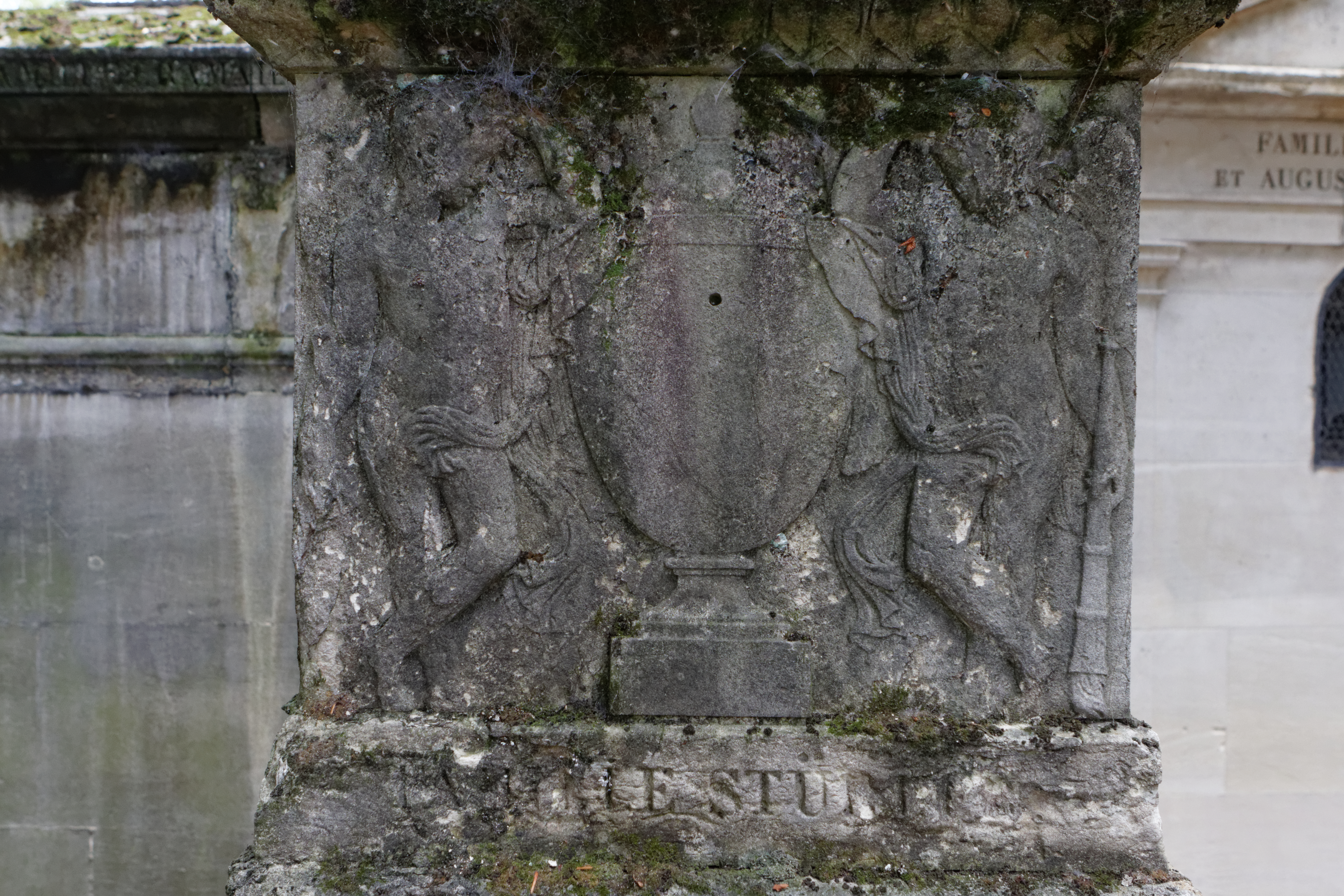
Grabmal für Charles Emmanuel Sturler auf dem Friedhof Père Lachaise
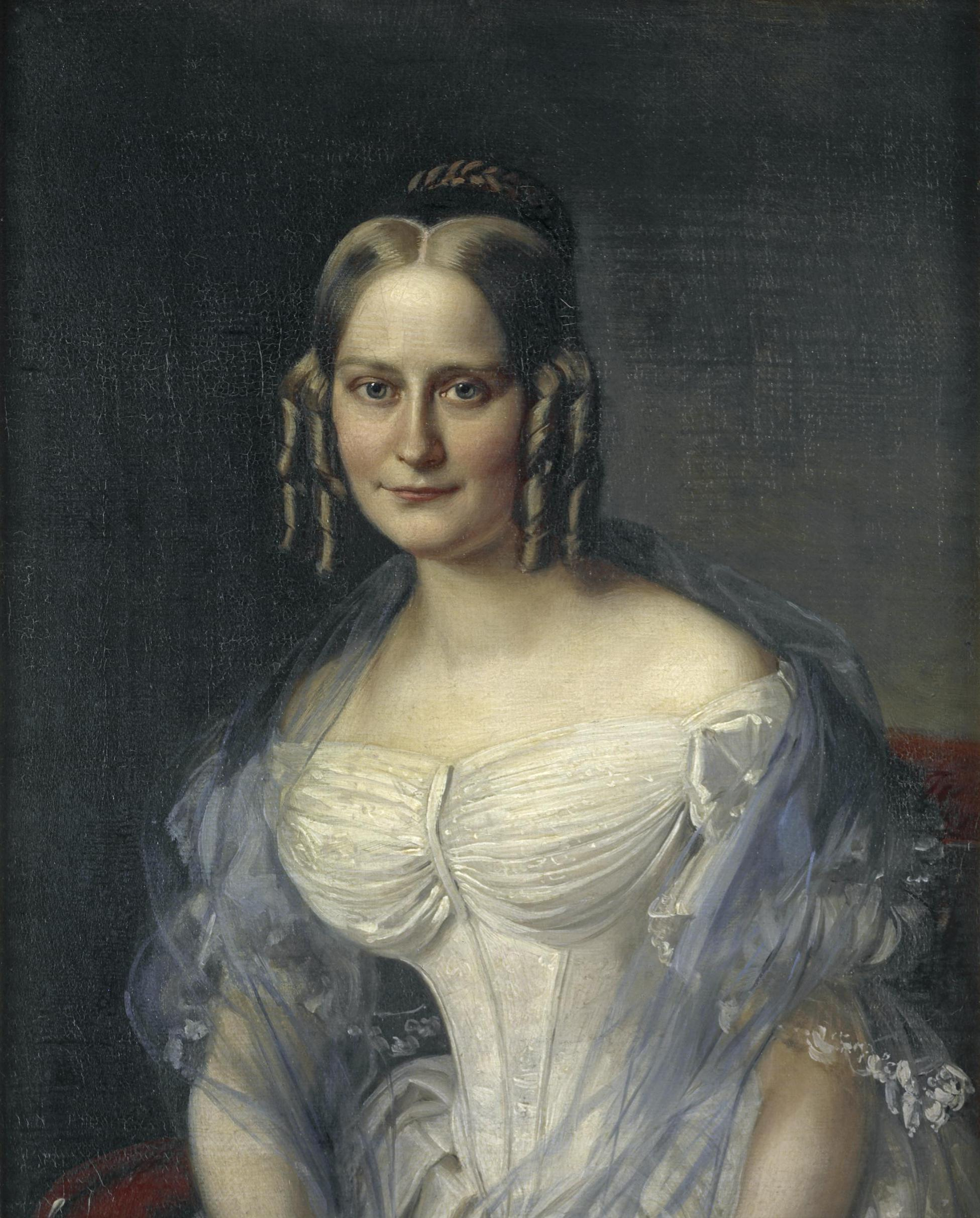
Mathilde Wilhelmine Louise von Stürler-Bötticher (1838)
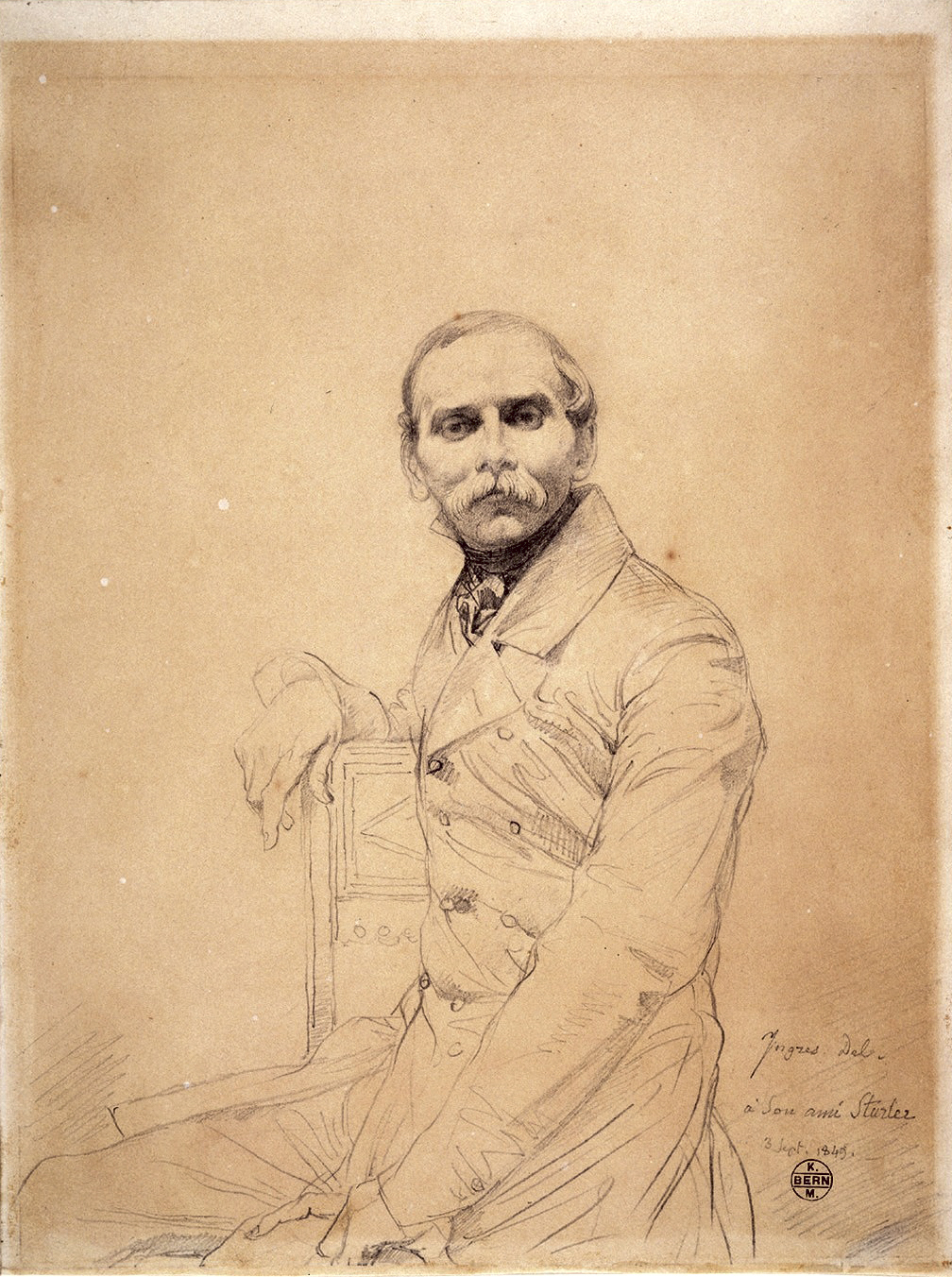
Franz Adolf von Stürler, Bildnis von Jean Auguste Dominique Ingres (um 1849)
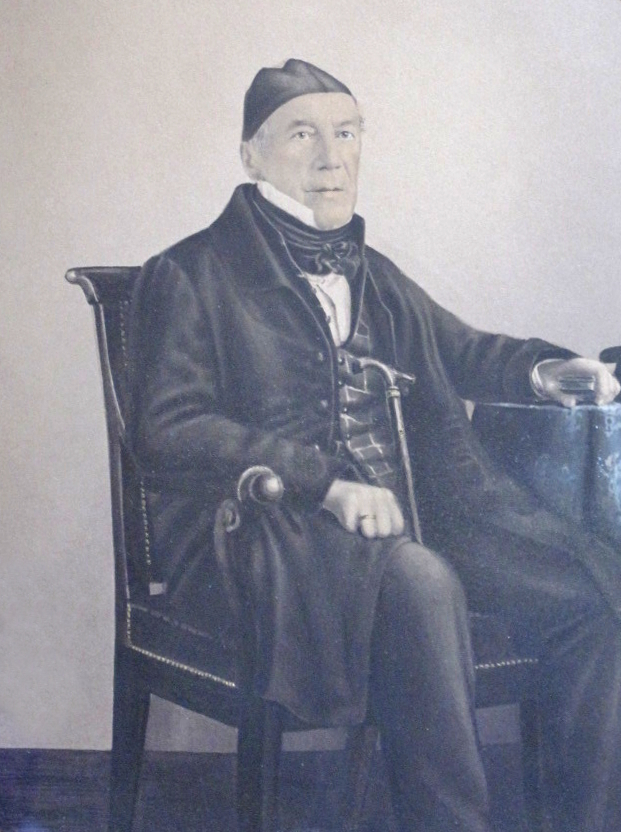
Johann Rudolf von Stürler, Photographie (1853)